# 48
Cette page concerne l'année 48  du calendrier julien. Pour l'année 48 av. J.-C., voir 48 av. J.-C. Pour le nombre 48, voir 48 (nombre).
L'année 48 est une année bissextile qui commence un lundi.

## Événements
- Octobre : exécution de Messaline après qu'elle a voulu épouser son amant C. Silius[1].
- Automne : des nobles gaulois sont admis au Sénat romain. Dans un discours prononcé devant le Sénat, Claude accorde le droit de cité aux Éduens[2].

- Scission des Xiongnu en deux royaumes au sud (Mongolie-Intérieure) et au nord (Mongolie extérieure). Les Xiongnu de Mongolie intérieure, 50 000 familles, acceptent la suzeraineté chinoise des Han. Ils sont établis comme fédérés pour la garde de la frontière nord de l’empire (boucle des Ordos) ; vers 49 les Chinois suscitent contre ceux du Nord les Xianbei et les Wuhuan, ce qui achève de les affaiblir[3].

- Ventidius Cumanus est nommé procurateur de Judée (48-52)[1]. Une émeute éclate à Jérusalem lors de la fête de Pâque quand un soldat romain montre son derrière à la foule. Elle est réprimée par le procurateur Ventidius Cumanus. Puis un soldat romain déchire et brûle un rouleau de la Loi de Moïse, et la foule juive se rend à Césarée pour exiger qu’il soit puni. Cumanus fait exécuter le coupable pour éviter la révolte[4].
- Une famine qui a commencée en 44 atteint l’Angleterre en 48[5],[6].

## Naissances en 48
- Cai Lun, chercheur chinois, inventeur du papier.

## Décès en 48
- Messaline, épouse de l'empereur Claude.